# Sveti Tomaž (gmina Škofja Loka)
Sveti Tomaž – wieś w Słowenii, w gminie Škofja Loka. W 2018 roku liczyła 52 mieszkańców.